# کارالیوف ۱۸۵۵
سیارک ۱۸۵۵ (به انگلیسی: 1855 Korolev، نامگذاری:1969TU1) هزار و هشتصد و پنجاه و پنجمین سیارک کشف شده‌است که در ۸ اکتبر ۱۹۶۹ کشف شد.
قدر مطلق سیارک برابر ۱۲٫۵۰ است.